# Fort de Boncelles

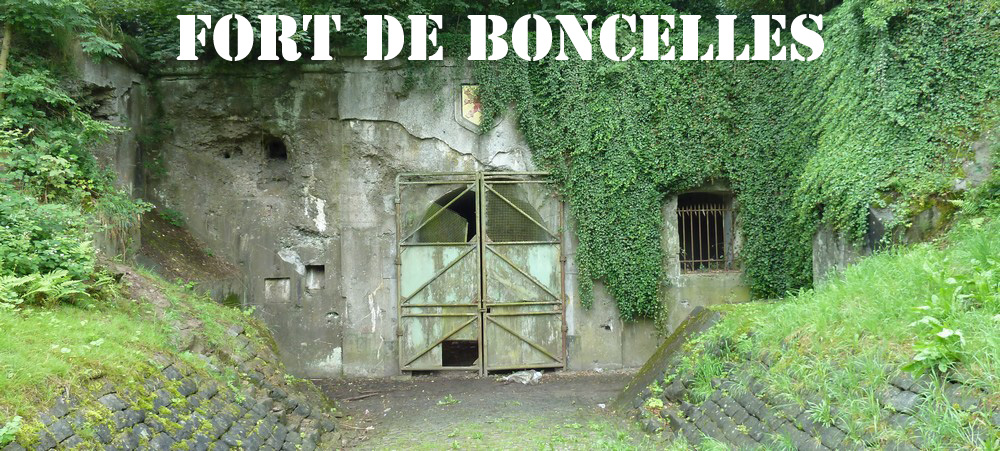
La poterne du fort de Boncelles.

Le fort de Boncelles a été le théâtre d’une des batailles les plus importantes de la périphérie de Liège en août 1914, la bataille de Liège.
Boncelles est une section de la ville belge de Seraing, située en Région wallonne dans la province de Liège.

## Historique du fort

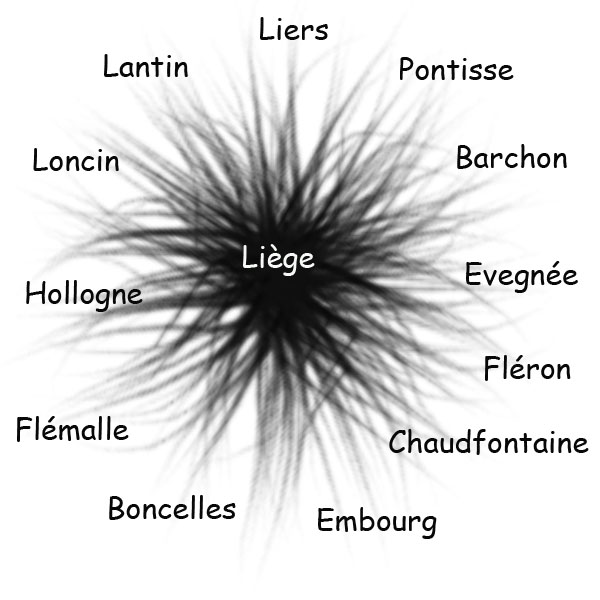
Les forts de Liège

C'est pour préserver sa neutralité tout en protégeant ses voies d'accès qu'une ceinture de 12 forts fut établie autour de Liège. Elle fut édifiée par le général Henri Alexis Brialmont. Dans les années 1880-1890. Ces ouvrages étaient remarquables à bien des égards pour l’époque, notamment grâce à l’emploi du béton., matériau inédit pour l’époque. Le général Brialmont utilisa pour ses forts la forme la plus simple à défendre, le triangle. (Les forts d’Embourg et de Chaudfontaine diffèrent de cette forme et arborent un tracé trapézoïdal). Il en fut de même pour Namur, mais avec une ceinture plus petite ne comptant que 9 forts. Les forts étaient tous distants de moins de 10 km de la cité. Ils furent construits à la suite de la guerre de 1870 opposant Français et Allemands.
Les forts de la ceinture de Liège sont Barchon, Évegnée, Fléron, Chaudfontaine, Embourg, Flémalle, Hollogne, Loncin, Lantin, Liers, Pontisse et Boncelles.
Les forts de la ceinture de Namur sont Andoy, Cognelée, Emines, Dave, Maizeret, Malonne, Marchovelette, Saint Héribert et Suarlée.

## 1914-1918

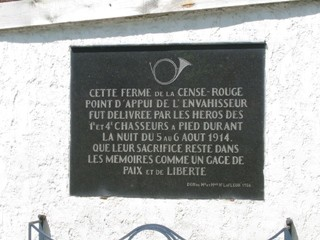
Bataille de Sart Tilman

La bataille de Sart Tilman est un des épisodes les plus marquants de la région. Les troupes belges avaient pour ambition de freiner l'avance allemande. Une église a été élevée à la mémoire des soldats tombés lors de ce combat qui eut lieu dans la nuit du 5 au 6 août 1914. Une plaque commémorative a été apposée sur la ferme de la Cense Rouge non loin de là.

## 1940-1945

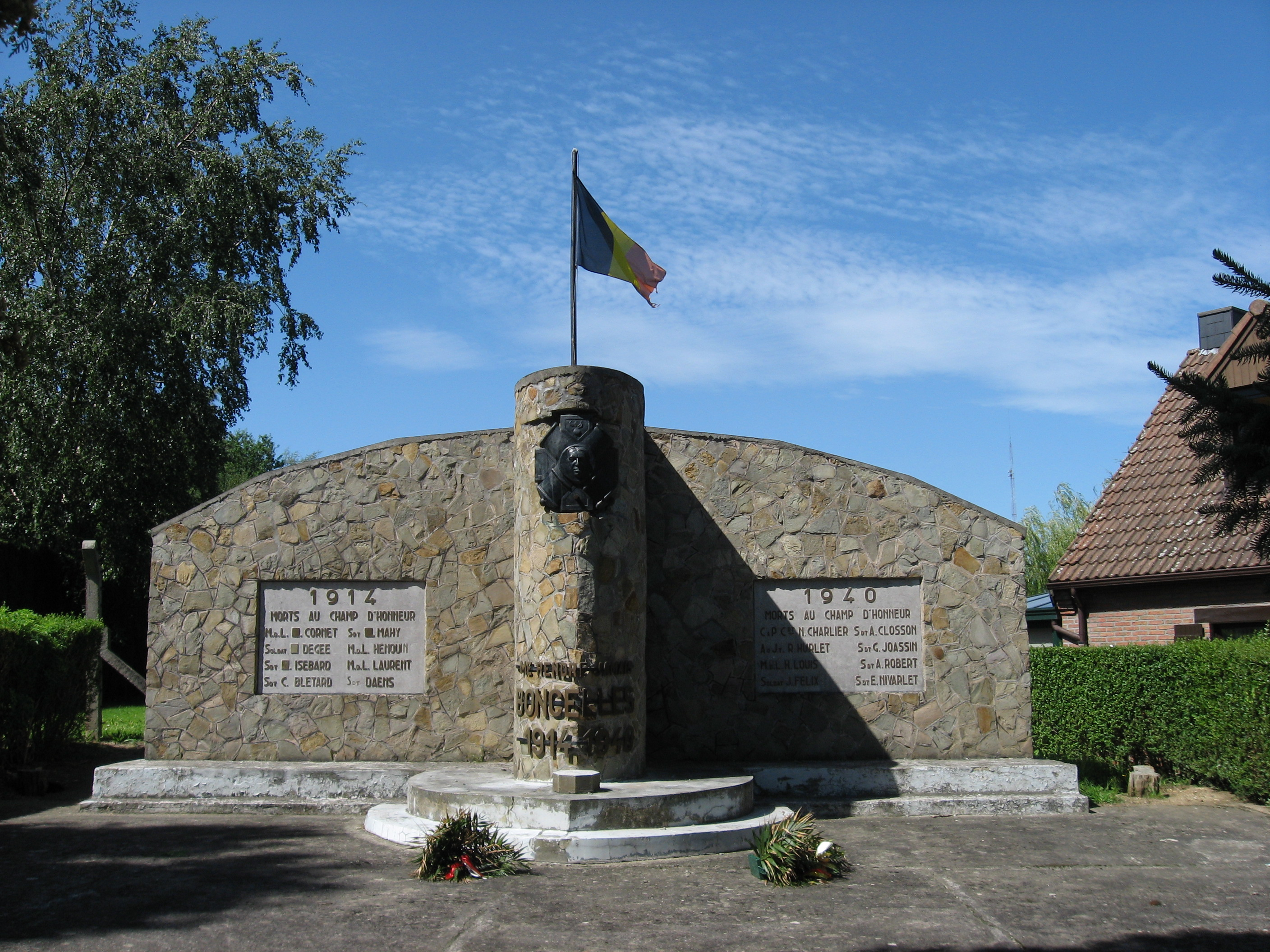
Le monument aux morts de Boncelles

Le fort d'Ében-Émael fut le premier à tomber aux mains de l'ennemi le 11 mai 1940. Les forts de Liège, délaissés par les troupes de campagne, se bornèrent à servir de forts d’arrêt, devant retenir l’ennemi le plus longtemps possible, afin de permettre à l’armée Belge et ses alliés de prendre position le long de l’Escaut.
Le 16 mai 1940 à 12h30 le fort de Boncelles, faiblement armé, tout comme celui d'Embourg, fut le deuxième des douze forts protégeant Liège à être pris de force. Le fort, puissamment armé en 1914 (2 coupoles de 12 cm, 1 coupole de 15, 2 coupoles de 21 et 4 petites coupoles de 5.7), ne disposait plus en 1940 que de l’armement ridicule que composaient les 4 coupoles de 75 mm. Le Commandant Numa Charlier, l'ayant vaillamment défendu et n'ayant pas hissé le drapeau blanc de la reddition, fut tué par une onde de choc pendant le dernier combat et sa phrase restée célèbre « Me rendre ? Jamais ! » est inscrite sur le monument aux morts érigé sur le fort de Boncelles face à la rue qui porte son nom.

## Les yeux et les oreilles du fort
Le fort, pour mener à bien sa mission, disposait d'un réseau de postes d'observations (P.O.), répartis en secteurs inter-forts. Un secteur se nomme par les deux premières lettres des forts qui le délimite (B.E. pour Boncelles-Embourg). Les postes d'observations de Boncelles sont FB2, FB3 et BE5. Les fortins FB3 et BE5 sont inclus dans le chemin du souvenir.

## Patrimoine
Longtemps laissé à l’abandon, le Fort fait, depuis 2022, l'objet d'une remise à neuf portée par l'Association de Sauvegarde et de Valorisation du Fort de Boncelles (ASVFB). Cette association, composée de passionnés du patrimoine, est soutenue par le Syndicat d'Initiative de Seraing, la Ville de Seraing, Le Musée Royal de l'Armée (WHI) et d'autres organismes tels que des associations d'anciens combattants. Le fort de Boncelles fait d'ailleurs partie du réseau BBE (Belgian Battelfield of Europe).
Depuis juillet 2023 sont organisées des visites guidées du Fort. Les personnes participantes sont équipées de casques de sécurité et de lampes frontales pour des visites 100% authentiques à la découverte des installations du Fort et de fresques uniques en leur genre qui font la particularité du Fort de Boncelles.